# سوکورو (تگزاس)
سوکورو، تگزاس (به انگلیسی: Socorro, Texas) یک شهر در ایالات متحده آمریکا با جمعیت ۳۲٬۰۱۳ نفر است که در تگزاس واقع شده‌است.

## موقعیت جغرافیایی
موقعیت جغرافیایی شهرها و مناطق اطراف به شرح زیر است: